# Aleksander Rogoziński
Aleksander Rogoziński (ur. 20 stycznia 1973 w Warszawie) – polski dziennikarz, redaktor i pisarz, twórca komedii kryminalnych i powieści obyczajowych. Karierę zaczynał w połowie lat 90. w kultowej już dzisiaj Rozgłośni Harcerskiej, potem pracował jako prezenter oraz DJ w Radiu Plus i warszawskim Radiu Kolor. W latach 2007–2020 zatrudniony był w dwutygodniku „Party”. Od 2020 roku zajmuje się jedynie twórczością literacką.

## Kariera
Zadebiutował w marcu 2015 roku kryminałem Ukochany z piekła rodem, zdobywając nim pierwsze miejsce na liście bestsellerów kryminalnych EMPIK. Dwie jego powieści, Jak Cie zabić, kochanie? i Do trzech razy śmierć, zostały nominowane w prestiżowym plebiscycie Książka roku portalu Lubimy Czytać. Za książkę Lustereczko, powiedz przecie nagrodzony w 2017 roku pierwszą nagrodą w plebiscycie Zbrodnia z przymrużeniem oka. Ponownie zdobył tę nagrodę w 2018 roku za powieść Zbrodnia w wielkim mieście i w 2019 roku za kryminał Raz, dwa, trzy... giniesz ty!.
W 2021 roku jego książka Miasteczko morderców została nominowana do Grand Prix Festiwalu Kryminalna Warszawa.
W 2022 roku podczas 25. Międzynarodowych Targów Książki w Krakowie podczas wręczania nagród Złoty Pocisk został uhonorowany za swoją twórczość nagrodą specjalną.
W październiku 2023 roku sprzedaż jego książek, e-booków i audiobooków przekroczyła 1 milion egzemplarzy.
Swoje książki publikuje jako Alek Rogoziński.

## Wykształcenie
We wrześniu 1992 zaczął studiować archeologię śródziemnomorską na Uniwersytecie Warszawskim. Od września 1994 roku do czerwca 1996 roku studiował polonistykę w Mazowieckiej Wyższej Szkole Humanistyczno-Pedagogicznej w Łowiczu, później od października 1996 roku do czerwca 2000 roku filologię na Uniwersytecie Warszawskim.

## Twórczość

### SeriaJoanna i Betty
1. Ukochany z piekła rodem, Wydawnictwo Melanż, Warszawa, 2015
2. Morderstwo na Korfu, Wydawnictwo Melanż, Warszawa, 2015

### SeriaRóża Krull na tropie
1. Do trzech razy śmierć, Wydawnictwo Filia, Poznań, 2017
2. Lustereczko, powiedz przecie, Wydawnictwo Filia, Poznań, 2017
3. Kto zabił Kopciuszka?, Wydawnictwo Filia, Poznań, 2018
4. Miasteczko morderców, Wydawnictwo Skarpa Warszawska, Warszawa, 2021
5. Złap mnie, jeśli umiesz, Wydawnictwo Skarpa Warszawska, Warszawa, 2021
6. Póki śnieg nas nie rozłączy, Wydawnictwo Skarpa Warszawska, Warszawa, 2023[8]
7. Miłość aż po grób, Wydawnictwo Skarpa Warszawska, Warszawa, 2024[9]

### SeriaTeściowe
1. Teściowe muszą zniknąć, Wydawnictwo W.A.B., Warszawa, 2020[10]
2. Teściowe w tarapatach, Wydawnictwo W.A.B., Warszawa, 2020[11]
3. Jak wykończyć teściowe, Wydawnictwo Skarpa Warszawska, 2024[12]
4. Teściowe i fałszywy papież, Wydawnictwo Skarpa Warszawska, 2025[13]

### SeriaMario i Miśka
1. Śmierć w blasku fleszy, Wydawnictwo Edipresse, Warszawa, 2019[14]
2. Dom tajemnic, Wydawnictwo Edipresse, Warszawa, 2019[15]
3. Zabójczy kulig, Wydawnictwo Filia, 2023[16]
4. Bal wszystkich nieświętych, Wydawnictwo Purple Book, 2024[17]

### SeriaGorset i szpada
1. Skradziony klejnot, Wydawnictwo Lekkie, Warszawa, 2022[18]
2. Przeklęta szkatułka, Wydawnictwo Lekkie, Warszawa, 2022, ISBN 978-83-67217-84-2
3. Zagubiona relikwia, Wydawnictwo Purple Book, Warszawa, 2025, [19]

### Inne powieści
1. Jak cię zabić, kochanie?, Wydawnictwo Filia, Poznań, 2016[20]
2. Pudełko z marzeniami, Wydawnictwo Filia, Poznań, 2016 (wspólnie z Magdaleną Witkiewicz)
3. Zbrodnia w wielkim mieście, Wydawnictwo Filia, Poznań, 2018[21]
4. Biuro M, Wydawnictwo Filia, Poznań, 2018 (wspólnie z Magdaleną Witkiewicz)[22]
5. Raz, dwa, trzy... giniesz ty!, Wydawnictwo Skarpa Warszawska, Warszawa, 2019[23]
6. Miłość ci nic nie wybaczy, Wydawnictwo Edipresse, Warszawa, 2020[24]
7. Babka z zakalcem, Wydawnictwo Skarpa Warszawska, Warszawa, 2020[25]
8. Nieboszczyk sam w domu, Wydawnictwo Filia, Warszawa, 2020[26]
9. Czerwono mi, Wydawnictwo Skarpa Warszawska, 2021[27]
10. Dom (nie)spokojnej starości, Wydawnictwo Skarpa Warszawska, 2021
11. Po trupach do celu, Wydawnictwo Skarpa Warszawska, 2022[28]
12. Bardzo cichy rozwód, Wydawnictwo Filia, 2022[29]
13. Pod Czerwonym Aniołem, Wydawnictwo Skarpa Warszawska, 2022[30]
14. Zemsta jest słodka, Wydawnictwo Purple Book, 2023 ISBN 978-83-8310-409-6
15. Siła złego na jednego, Wydawnictwo Filia, 2023[31]
16. Śmierć na wagę złota, Wydawnictwo Filia, 2024 ISBN 978-83-8357-421-9
17. Zapukaj, zanim zginiesz, Wydawnictwo Purple Book, 2024 ISBN 978-83-8310-673-1
18. Królowa lodu, Wydawnictwo Filia, 2024[32]
19. Piękny zabójca,  Wydawnictwo Filia, 2025[33]
20. Diabelski krąg, Wydawnictwo Purple Book, 2025[34]

### Opowiadania
1. Cyganka prawdę ci powie... (w zbiorze opowiadań Księgarenka przy ulicy Wiśniowej, Wydawnictwo Filia, Poznań, 2016)
2. Jeden dzień w Sarajewie (w zbiorze opowiadań Eksplozje, Wydawnictwo Wielka Litera, Warszawa, 2017)
3. Kimkolwiek jesteś... (w zbiorze opowiadań Zabójczy pocisk. Polska krew, Wydawnictwo Skarpa Warszawska, Warszawa, 2018)
4. Upiorna Karolcia (w zbiorze opowiadań Zabójcze święta, Wydawnictwo Skarpa Warszawska, Warszawa, 2019)
5. Królowa (w zbiorze opowiadań Balladyna, Wydawnictwo Filia, Warszawa, 2019)
6. Uśmiech małpki (w zbiorze opowiadań Zabójczy pocisk. Dziedzictwo, Wydawnictwo Skarpa Warszawska, 2020)
7. Sekretny składnik (w zbiorze opowiadań Wigilijne opowieści, Wydawnictwo W.A.B., 2020)
8. Niech to zostanie między nami (w zbiorze opowiadań Niegrzeczne last minute, Wydawnictwo Kobiece, 2021)
9. Ideał (w zbiorze opowiadań Zakochane Zakopane latem, Wydawnictwo Filia, 2021)
10. Zemsta Ortyszy (w zbiorze opowiadań Kemping Chałupy 9, Wydawnictwo Filia, 2022)[35]
11. Ślady na śniegu (w zbiorze opowiadań Pocałuj mnie pod jemiołą, Wydawnictwo Filia, 2022)[36]
12. O Mio Babbino Caro (w zbiorze opowiadań Zbrodnia w operze, Wydawnictwo Harde, 2023)[37]

### Książki i opowiadania dla dzieci
1. Sen (w zbiorze „Na tropie tajemnic”), Wydawnictwo Dwukropek, Warszawa, 2025[38]

### Przekłady na języki obce
1. How To Kill You Darling?, Hawaii Royal Press, USA, 2017

## Teatr
W listopadzie 2019 roku w Teatrze Druga Strefa (Warszawa) premierę miała sztuka "Raz, dwa, trzy... giniesz ty!", będąca inscenizacją książki Rogozińskiego pod tym samym tytułem. Rolę Róży Krull zagrała Aleksandra Kowalczyk, a Bartka – Piotr Gilbert Zwolski.

## Słuchowisko
W grudniu 2024 roku na antenie Radia Szczecin wyemitowane zostało słuchowisko "Upiorna Karolcia", zrealizowane na podstawie opowiadania Alka Rogozińskiego pod tym samym tytułem. Za adaptację i reżyserię odpowiadała Maria Brzostyńska, a rolę tytułową zagrała Sabina Bednarz. 